# Tour de Balayard
La tour de Balayard est une tour située en France sur la commune de Fleury, , dans le département de l'Aude en région Languedoc-Roussillon.
Elle fait l’objet d'une inscription au titre des monuments historiques depuis le 23 décembre 1981.

## Localisation
La tour est située sur la commune de Fleury, dans le département français de l'Aude.

## Historique
L'édifice est inscrit au titre des monuments historiques en 1981.